# 마음 이론
마음 이론(Theory of Mind, ToM)이란 타인에 대한 공감과 이해 능력 정도를 평가한다는 의미의 심리학 용어이다. 마음 이론은 정신이 기능을 정상 수행하거나 그렇지 못한 사람이 드러내는 행동 패턴 중 하나로, 신념, 의도, 욕구, 감정, 지식 등의 정신상태(mental state)가 자신 혹은 타인에게 있다는 것을 말한다. 개인적 수용능력으로서 마음 이론은 타인이 자신과는 다른 신념, 욕구, 의도, 관점을 가지고 있다는 것을 이해하는 것이다. 마음 이론이 제대로 작동하는 것은 사회적 상호작용에 중요하며, 마음 이론의 결함은 자폐 스펙트럼 장애, 유전적 섭식장애(genetic-based eating disorder), 조현병, 주의력결핍 과잉행동장애(ADHD), 코카인 중독, 알코올 신경독성에 의한 뇌손상 환자들에게서 보인다. 아편중독으로 인한 마음 이론 결함은 장기간 아편 흡입을 중단한 이후에야 뒤바뀐다. 그러나 자폐연구자들과 자폐당사자들은 이 이론이 자폐당사자를 차별하기 위해 쓰이고 있다는 점을 지적하며 그 대안으로 이중공감이론을 제시한다.

## 정의
마음이론은 타인의 진술이나 표정 등의 겉으로 나타난 결과물만이 직접 관찰되는 것이라는 점에서 이론이다. 마음과 내용은 직접 관찰될 수 없기에 마음의 존재양상과 본성은 추론될 수 밖에 없다. 마음이론은 타인에게 마음이 있다는 가정이라고 정의하는데, 이는 사람이 자기 성찰을 통해서만 자신의 마음의 존재를 알 수 있고, 타인의 마음으로 직접 들어갈 수도 없기에, 마음이 존재한다는 것과 그것이 어떻게 작동하는지는 타인의 관찰로부터만 추측할 수 있기 때문이다. 흔히 타인은 자신과 같은 마음을 가지고 있다는 가정이라 할 수 있는데, 이런 가정은 공동관심(joint attention), 언어의 기능적 사용, 타인의 감정과 행동에 대한 이해에서 관찰되는 호혜적 사회적 상호작용에 기반한다. 마음이론을 가지게 되면, 타인에게 사고, 욕구, 의도가 있다는 것을 알고, 자신의 행동을 예측하거나 설명할 수 있으며, 자신의 의도나 목적이 무엇인지를 상정할 수 있다. 원래 정의처럼, 마음이론은 마음 상태가 타인의 행동의 원인이 될 수 있다는 것, 그래서 타인의 행동을 설명하고 예측할 수 있다는 것을 이해할 수 있다. 타인에게 마음 상태가 있다는 것을 상정할 수 있다는 것, 그리고 마음 상태가 행동의 원인이라는 것을 이해하는 것은, 마음이란 표현을 발생시키는 것(generator of representation)으로 상상할 수 있다는 것을 의미한다. 마음이론이 완벽하게 있지 않으면, 인지나 발달에 있어서 문제가 있다는 신호가 될 수 있다.
마음이론은 사람의 내면에 잠재된 능력으로 그것의 완벽한 발달을 위해서는 다년간의 사회적 경험 등을 필요로 한다. 사람마다 마음이론이 발달한 정도는 다르다. 인지발달에 대한 신피아제학파 이론은 마음이론이란 기능을 인식하고 감시하며 표현하는 인간 마음의 초인지적 능력의 부산물이라고 주장한다.
공감은 관련된 개념으로, 타인의 마음, 신념, 욕구, 감정 상태를 인지하고 이해하는 것을 말한다. '역지사지'라는 말로도 표현된다. 최근 동물 행동에 관란 신경동태학 연구(neuro-ethological studies)에서는 설치류도 윤리적 혹은 공감적 능력을 보인다고 밝혔다. 공감이 감정적 조망수용(emotional perspective-taking)으로 알려져 있다면, 마음이론은 인지적 조망수용(cognitive perspective-taking)으로 정의된다.
인간과 동물, 성인과 어린이, 정상적 발달과 비정상적 발달에 관한 마음이론 연구는, 데이비드 프레맥(David Premack)과 가이 우드러프(Guy Woodruff)의 1978년 논문 "침팬지는 마음이론이 있는가?" 발표 이후 다년간 급격한 성장을 보여왔다. 최근 부상하고 있는 분야인 사회신경과학에서도 인간의 두뇌를 영상화하는 작업을 통하여 이 논쟁을 다루기 시작하였다. 동시에 이들은 타인의 의도, 신념, 기타 마음상태를 이해하는 것이 필요한 과업을 수행한다.
마음이론의 대안으로는 조작적 심리학(operant psychology)에서 제시하고 있으며, 조망수용과 공감의 기능적 설명에 대한 유의미한 실험증거를 제공한다. 가장 발달된 조작적 접근은 파생된 관계적 반응(derived relational responding)에 관한 연구에 기반을 두고 있으며, 관계구성틀이론(Relational frame theory) 내에 포함된다. 이에 따르면, 공감과 조망수용은 구별하는 것과 자기, 타자, 공간, 시간 사이의 복잡한 관계를, 기존에 맺은 관계들을 통하여 언어적으로 대응하는 것을 배우는 것에 기반한 복잡한 파생된 관계적 능력을 구성한다.

## 철학적 심리학적 근원
마음이론에 대한 최근 논의는 철학적 논쟁에 근간을 두고 있다. 출발은 마음 과학(science of the mind) 대하여 성찰하는데 있어 기반작업을 한 르네 데카르트의 저서 『제2성찰(Second Meditation)』에서 시작되었다. 철학계에서 최근 가장 두드러진 마음이론에 대한 이론으로는 '이론이론(theory-theory)과 시뮬레이션이론(simulation theory of empathy)이 있다. 이론이론에서는 타인의 마음에 대하여 추론하는 데 사용하는 이론인 대중심리학(folk psychology)을 상정한다. 이론은 사회적 상호작용을 통하여 예를 설명하기는 하나, 자동적으로 선천적으로 발달한다. 또한 사회심리학으로부터 대인지각(person perception)과 속성이론(attribution theory)과도 밀접하게 연관되어 있다.
타인들이 신경쓰고 있다는 직관적 추정은 우리 모두가 가지고 있다. 우리는 동물, 무생명체, 자연현상까지도 의인화한다. 대니얼 데닛(Daniel Dennett)은 이러한 경향을 사물에 대한 '의도적 입장(intentional stance)'이라고 칭하였다. 즉 장래 행동을 예측하고자, 우리는 이러한 비인간적인 것들이 모두 의도가 있다고 보는 것이다. 그러나 무언가에 대한 의도적 입장을 취하는 것과 그것을 가지고 공통된 세계(shared world)로 들어가는 것 사이에는 중요한 차이가 있다. 의도적 입장은 대인관계에서 우리가 의존하는 공정하고도 기능적인 이론이다. 공통된 세계는 인지하는 사람에 의하여 직접 인지되고, 세계의 존재는 인지자를 위하여 현실을 조직항다. 인지에 자동적으로 적용되는 것뿐 아니라 다양한 장식으로 인지를 구성한다.
마음이론에 대한 관계틀이론(relational frame theory, RFT)의 설명 방식에서의 철학적 근간은 맥락심리학(contextual psychology)에서 발생하며, 인간과 비인간의 유기체 연구를 참조한다. 이는 역사적 상황적 맥락과 상호작용하는 것이다. 이는 맥락주의(contextualism)에 기반한 이론이다. 맥락주의는 모든 사건을 시사적 역사적 맥락과 분리될 수 없는 현황으로서 해석하는 것이며, 진실과 의미에 대하여 급진적으로 기능적인 접근 방식을 적용한다. 맥락주의의 변형으로서, 관계틀이론른 실용적 과학적 지식의 구성에 집중한다. 이러한 맥락심리학의 과학적 형식은 조작심리학의 철학과 유사하다.

## 발달
인간의 개체발생학(ontogeny)과 계통학에서 타인에게 지식과 마음이 있다는 것을 이해하는 능력뿐 아니라, 동물이 다른 개체에게 지식과 마음이 있다는 것을 이해할 수 있다는 것에 관한 연구에서, 마름이론에 대한 몇몇 행동적 조짐을 확인하였다. 관심끌기 행동이라는 것을 이해하고, 타인의 의도를 이해하고, 타인을 모방하는 것은 마음이론의 특징이며, 이러한 특징은 마음이론이 성숙하기까지의 발달과정에 있어서 초기부터 관찰될 수 있다.
사이먼 바론-코헨(Simon Baron-Cohen)은 영아가 타인의 관심끌기 행동을 이해하는 것은 마음이론 발달에 대한 결정적 조짐이라고 제안한다. 관심끌기를 이해한다는 것은, 관심끌기 행동으로서 바라보는 것(seeing)을 할 수 있다는 것을 이해하고, 보는 사람은 보이는 물체를 흥미있는 것이라고 평가하며, 보는 것은 신념을 낳을 수 있다는 것을 이해한다는 것이다. 마음이론의 예시로는 공동관심(joint attention)을 들 수 있다. 공동관심은 두 사람이 같은 것을 보고 흥미를 느끼는 것을 말한다. 부모는 영아에게 공공관심에 참여하도록 자극하고자 가리키는 행동을 하기도 한다. 이러한 자극을 이해하는 것은, 사람이 한 물체를 주목하거나 그것을 흥미있다고 발견하는 것을 이해함으로써, 영아가 타인의 마음 상태를 고려하는 것을 필요로 한다. 바론-코헨은 지목(언급 이전의 지목 protodeclarative pointing)을 통하여서 세상의 어느 한 물체에 대하여 흥미로운 것이라고 스스로 의미부여하는 경향과 타인의 행동이 관심을 끌기 위한 것이라고 인지하는 경향은 모든 인간의 의사소통에 깔려있는 동기(underlying motive)일 수 있다고 본다.
타인의 의도를 이해하는 것은 타인의 마음을 이해하는 조짐인데, 의도성 혹은 우회성(aboutness)은 마음 상태와 사건의 근본을 이루는 특징이기 때문이다. 대니얼 데닛(Daniel Dennett)은 타인의 행동이 목적 지향적이며 특정 신념이나 욕구에 의해 발생하는 것을 이해하는 것으로서 의도적 입장(intentional stance)을 정의하였다. 실험자가 의도적으로 그리고 우연히 스티커로 상자 하나를 표시해 두어 유인하였을 때, 2세와 3세 아동은 이를 구분하였다. 개체발생학 초기에 앤드류 멜초프(Andrew N. Meltzoff)는 18개월 영아가 성인 실험자가 시도하고 실패한 목표 조종(target manipulation)을 수행할 수 있다는 것을 발견하였다. 이는 영아가 성인의 대상 조종 행동(object-manipulating behavior)을 목표와 의도를 포함하고 있는 것이라고 표현할 수 있다는 것을 시사한다. 의도가 타인에게 있다고 이해하는 것(상자 스티커 표시)과 지식이 타인에게 있다고 이해하는 것(틀린신념과제)은 마음이론의 조짐을 탐색하기 위하여 청년과 동물을 대상으로 조사되었다. 갈랴르디(J.L. Gagliardi) 등은 성인 인간도 항상 귀인적 관점(attributional perspective)에 근거한 방식으로 행동하는 것은 아니라는 것을 지목하였다. 실험에서, 어떤 용기가 미끼용인지 모르는 동료참여자(confederates)가 지시하였을 때, 성인 인간 피실험자는 미끼용 용기를 선택하였다.
발달심리학(developmental psychology)의 최근 연구에서, 타인을 모방하는 영아의 능력은 마음이론과 조망수용 및 공감과 같은 사회인지적 달성의 기원에 있다는 것을 제시하였다. 멜초프에 의하면, 타인도 나와 같다는 영아의 이해는 타인에게서 보이는 신체적 정신적 상태와 자기가 느끼는 신체적 정신적 상태 사이의 동등함을 인지하게 한다. 예를 들어, 영아는 자신의 머리나 눈을 관심대상으로 돌려서, 대상을 바라보는 타인의 동작을 이해하고자 할 때, 자신의 경험을 사용한다. 이는 영아들이 관심대상이나 중요한 대상에 집중한다는 뜻이다. 비교분야 연구자들은 멘탈라이징(mentalizing, 정신적 요인을 이해하려 마음을 가다듬는 것)이나 공감하기(empathizing)와 같은 인간의 진보된 사회인지적 기술들에 대한 결정적인 조짐으로서 모방에 지나치게 중점을 두기 꺼려하며, 특히 성인이 더 이상 참된 모방(true imitation)을 사용하지 않는다는 점에서 더욱 그러하다.
알렉산드라 호로비츠(Alexandra Horowitz)의 모방 실험에서는 실험자가 새로운 과제를 시연하는 것에 있어 아동들에 비하여 성인 피실험자가 덜 비슷하게 모방하였다는 것이 밝혀졌다. 호로비츠는 모방에 근거한 심리 상태는 불명확하여, 그 자체로 인간의 정신 상태에 관한 결론을 끌어내는데 사용할 수 없다고 지적하였다.
많은 연구가 영아를 대상으로 수행되어 왔지만, 전전두엽피질 내 시냅스가 발달하는 동안 마음이론은 아동기는 물론 청소년기 후반까지 계속해서 발달한다. 전전두엽은 계획 수립과 의사결정에 관여한다. 아동은 마음이론 기술을 연쇄적으로 개발하는 것으로 보인다. 첫번째로 개발하는 기술은 타인은 다양한 욕구를 가지고 있다는 것을 알아차리는 능력이다. 그리고는 곧바로 아동은 타인이 다양한 신념을 가지고 있다는 것을 알아차리게 된다. 다음으로 개발하는 기술은 타인은 여러 다른 지식기반들에 접근한다는 것을 알아차리는 것이다. 마지막 단계로, 아동은 타인이 틀린신념을 가지고 있을 수도 있고 감정을 숨길 수도 있다는 것을 이해할 수 있게 된다. 이러한 연쇄적인 발달이 기술 습득의 일반적인 성향을 보여주지만, 일부 다른 문화권에서는 특정한 기술을 강조하고, 그다지 중요하지 않다고 생각하는 기술보다 앞서 이러한 기술들에 보다 가치를 부여하는 것으로 보인다. 예를 들어, 미국과 같은 개인주의 문화권에서는 타인은 다른 의견과 신념이 있다는 것을 인지하는 능력을 강조한다. 반면 중국과 같은 집단주의 문화권에서는 이러한 기술이 그다지 중요하지 않을 수도 있어서 이러한 기술을 개발하지 않을 수도 있다.

### 언어
마음이론 발달이 인간의 언어발달에 밀접히 연관되어 있다는 증거가 있다. 한 메타분석에서는 마음이론 수행과 언어과제 수행 사이에 보통에서 강력한 수준의 연관성(r = 0.43)이 있다는 것을 보였다. 이 관계는 언어와 마음이론은 공통적으로 2-5세 아동들에게서 상당히 발달하기 시작한다는 사실때문이라고 반박하기도 한다. 그러나 다른 여러 능력들은 같은 시기 발달하지만 상호 간에 혹은 마음이론과의 높은 연관성을 보이지 않는다. 마음이론과 언어 간의 관계를 설명하는 또다른 것이 있는 것이다.
의사소통의 실용적 이론은 영아가 타인의 신념과 마음상태를 이해하여 능숙한 언어구사자가 전달하려고 한 의사소통 내용을 추론하고자 한다고 하였다. 언어적 표현은 제대로 뜻을 담아내지 못하며 따라서 실제 맥락에 따라 다른 의미가 있을 수 있기에, 마음이론 능력은 타인의 의견 소통 의도와 정보 전달 의도를 이해하고 단어뜻을 추론하는데 중요한 역할을 할 수 있다. 일부 실험 결과는 13개월 영아도 의사소통 당사자간 어떤 관련 정보가 전달되는지를 추론하게 하는 독심 능력을 가지고 있을 수 있다는 것을 시사하는데, 이는 인간의 언어가 최소한 마음이론 기술에 일부라도 의존하고 있다는 것을 시사한다.
캐럴 밀러(Carol A. Miller)는 이러한 관계에 대한 보다 가능한 설명을 제시하였다. 하나는 가족 내 아동을 포함하는 언어적 소통과 대화가 마음이론 발달을 설명할 수 있다는 것이다. 이런 언어 노출이 아이를 타인이 자기와는 다른 마음상태와 관점으로 유도하는 것이다.
 이러한 사실은 가족 논쟁에 참여하는 것은 마음이론과제에서 획득할 수 있는 점수를 예측할 수 있다는 것을 밝힌 연구들, 그리고 청력이 정상인 부모와 소통할 수 없는 농아 아동은 발달 초기 단계에서 마음이론과제의 낮은 점수를 얻는다는 연구들을 통하여 실험적으로 밝혀졌다.
언어와 마음이론 발달간의 관계를 설명하는 또다른 예시는 아동이 '생각하다(think)'와 '믿는다(believe)'와 같은 마음상태를 이해하는 것과 관련 있다. 마음상태는 행동에서 관찰되는 것이 아니기에, 아이는 오로지 언어적 설명으로부터만 마음상태를 드러내는 단어 의미를 배워야 하는데, 이는 통사적 규칙(syntactic rules), 의미적 체계(semantic systems), 어용(pragmatics of a language)에 대한 지식을 필요로 한다. 연구들에선 이런 마음상태 단어들을 이해하는 것은 4세 시기의 마음이론을 예측한다고 시사한다.
세번째 가설은 예를 들어 '지미는 세상이 평평하다고 생각한다(Jimmy thinks the world is flat)'와 같은 문장에서 문장 전체와 그 안에 들어간 보어(세상이 평평하다the world is flat)를 구분할 줄 알고, 하나는 사실(지미가 생각한다)이고 다른 하나는 거짓(세상이 평평하다)이라는 것을 이해하는 능력, 이것이 마음이론 발달과 연관되어 있다는 것이다. 이것들이 서로 독립된 별개의 것이라는 걸 인지하는 것은 복잡한 통사론적 기술이며, 아동의 마음이론과제 점수가 높아지는 것과도 연관되어 있는 것으로 밝혀졌다.
또한, 언어 담당 뇌영역과 마음이론 담당 뇌영역 간의 신경망(neural network)은 밀접하게 연결되어 있다는 것도 증명되었다. 측두두정접합(temporoparietal junction)은 새로운 어휘 획득 능력 및 단어를 인지하고 재생산하는 능력과 연관되어 있다고 밝혀졌다. 또한 측두두정접합은 얼굴, 목소리, 생물학적 동작, 마음이론까지 인식하는데 특화롼 영역도 포함하고 있다. 이 모든 영역이 매우 가까이 모여 있어서 이 모든 것들이 함께 작동한다고 보는 것이 타당하다. 또한 연구를 통해 측두두정접합의 활동성 증가는 환자가 신체 통제 자극(physical control stimuli)에 관한 정보를 받아들일 때에는 보이지 않지만 타인의 믿음에 관한 독서나 이미지를 통하여 정보를 흡수할 때에 보인다고 밝혀졌다.

### 성인기 마음이론
뇌기능이 정상적인 성인은 자신이 아동으로서 발달시킨 마음이론 개념들(신념, 욕구, 지식, 의도 등)을 가지고 있다. 문제는 이들이 이러한 개념을 이용하여 다양한 사회 생활에서 발생한 요구사항들을 충족시킬 수 있는지에 대해서이다. 가령 경쟁적인 게임에서 상대를 속이는 방식에 대하여 성급하게 결정하는 것에서부터, 빠른 대화 속에서 누가 무엇을 알고 있는지를 파악하고 따라가는 것, 법정에서 피의자의 유무죄 여부 판단에 이르기까지 다양하다.
보아즈 케이사(Boaz Keysar), 데일 바(Dale Barr) 등은 성인은 마음이론 능력을 이용하여 화자의 메시지를 해석하지 못할 때가 있으며, 화자가 결정적인 지식이 없다는 것을 완벽하게 잘 알고 있음에도 그렇다는 것을 발견하였다. 다른 연구들에서는 성인이 자아중심적 편견(egocentric bias)을 보이기 쉬우며, 이를 통해 타인의 신념이나 지식, 선호를 판단할 때 자신의 신념이나 지식, 선호에 영향을 받으며, 혹은 타인의 관점을 완전히 무시하게 된다는 것을 밝혔다. 또한 기억력과 자제력과 동기부여가 좋은 성인은 자신의 마음이론 능력을 잘 사용할 가능성이 높다고 증명되었다.
반대로 타인의 마음 상태에 관하여 생각하는 것의 간접적인 효과를 탐색하는 과제로부터 증명된 것은, 성인이 마음이론을 자동적으로 사용할 수 있다는 것이다. 아그네스 코바츠(Agnes Kovacs) 등은 VR장비(occluder)를 착용하게 하고 공이 나타나면 그 공을 찾는 시간을 측정하였다. 그 결과 성인은 비록 VR 화면에 나타나는 아바타가 무슨 생각을 하는지 집중하라고 요청받지 않았음에도 불구하고, 성인의 반응 속도는 VR 화면에 나타나는 아바타가 공이 있다고 생각하는지 아닌지에 따라 영향받았다. 대나 샘슨(Dana Samson) 등은 어느 한 방 안의 벽에 점의 갯수를 세는 시간을 측정하였다. 그 결과 성인들은 아바타가 볼 수 있는 것에 주목하라고 요청받지 않았을 때에도 방 안에 서있는 아바타가 자신들보다 더 적은 숫자의 점을 보았을 때에 더 느리게 반응한다는 것을 발견하였다. 이러한 '타자중심 편견(altercentric bias)'이 실제로 타인이 생각하거나 보는 것에 대한 자동적인 처리과정을 반영하는 것인지, 아니면 아바타가 단서로 제공한 관심과 기억 효과를 반영하는지에 대한 질문이 제기되어 왔으나, 이들이 생각하거나 보는 것에 대한 표현은 포함되지 않는다.
다른 이론들은 이러한 결과의 패턴을 설명하려고 고안되었다. 경쟁 게임이나 빠른 대화에서의 마음이론 요구치를 얼마나 잘 따르는지를 설명한다는 점에서, 마음이론이 자동적이라는 생각은 옳은 것처럼 보인다. 이러한 생각은 영아와 동물이 기억조절과 인지조절을 위한 자원이 제한되어 있음에도 마음이론이 가능한 것처럼 보일 때가 있다는 것을 증명하기도 한다. 반대로 피고가 유죄인지 무죄인지, 혹은 협상가가 허세를 부리는지를 판단할 때는 노력이 들어간다는 점, 그리고 노력의 경제(economy of effort)가 마음이론 사용을 하지 않는 경우가 발생하는 이유를 설명한다는 점에서, 마음이론은 자동적인 것이 아니라 노력이 필요한 것이라는 생각이 옳은 것처럼 보인다. 이언 어펄리(Ian Apperly)와 스티븐 버터필(Stephen Butterfill)은 인간은 마음이론의 두 체계(two systems)를 가지고 있으며, 마치 심리학의 다른 여러 영역에서의 두 체계에 관한 설명과 마찬가지라는 점이다. 이 설명에서, '체계1(system 1)'은 인지면에서 효율을 추구하며 제한적이지만 유용한 주위환경 설정에서 마음이론이 가능하도록 한다. '체계2'는 인지면에서 노력을 들이는 것이지만, 마음이론 능력을 더욱 유연하게 한다. 이 설명은 철학자 피터 커러더즈(Peter Carruthers)가 비판하였는데, 그는 하나의 동일한 마음이론 능력이 간단하고 복잡한 방식으로 모두 사용 가능하다고 주장하였다. 또한 셀리아 헤이스(Celia Heyes)는 '체계1' 마음이론 능력이 타인의 마음상태를 표현할 필요가 없으며, 오히려 '서브멘탈라이징(sub-mentalising)으로 생각하는 것이 더 적합하다고 비판하였다.

### 노화
얼마나 정확하게 시험되는지에 상관없이(이야기stories, 눈eyes, 비디오videos, 틀린신념비디오false belief-video, 틀린신념타인false belief-other, 실수faux pas), 나이가 들면 마음이론 수용력은 하락한다. 그러나 다른 인지기능의 저하는 더욱 강하면서도 사회적 인지는 다소 유지된다. 마음이론과 달리 공감은 나이가 들어도 지장이 없다.
마음이론 표상(theory of mind representation)은 두 종류가 있다. 하나는 인지적 표상(타인의 마음 상태, 신념, 생각, 의도에 관한 인지적 마음이론 표상(cognitive theory of mind representation)이고 다른 하나는 타인의 감정에 관한 정서적 마음이론 표상(affective theory of mind representation)이다. 인지적 마음이론은 1차(first order, 예 : 나는 그녀가 그렇게 생각한다고 생각한다.)와 2차(second order, 예 : 그는 그녀가 그렇게 생각한다고 생각한다.)으로 나뉜다. 인지적 마음이론 과정과 정서적 마음이론 과정은 기능에 있어 서로 별개라고 증명되었다. 노인에게서 흔한 알츠하이머병(Alzheimer's disease) 연구에서, 환자는 2차 인지적 마음이론의 지장을 보이지만, 1차 인지적 혹은 정서적 마음이론에서는 지장이 보이지 않는다. 그러나 나이로 인해 마음이론 변형의 명확한 패턴을 정하긴 힘들다. 샘플 규모가 작고 마음이론의 한 측면만을 탐색한 다른 과제의 이용으로, 지금까지 모은 데이터에서의 간극이 많았다. 많은 연구자들은 마음이론의 문제는 단순히 인지적 기능에서의 일반적인 저하 때문이라고 제시한다.

### 문화적 변용
연구자들은 3-5세 아동 전체에게서 5가지 마음이론 핵심 단계가 연쇄적으로 발전한다는 것을 제안하였다. 이러한 5단계 마음이론 등급은 다양한 욕구(diverse desires, DD), 다양한 신념(diverse beliefs, DB), 지식 접근(knowledge access, KA), 틀린신념(false beliefs, FB), 숨겨진 감정(hidden emotions, HE)의 발달로 구성되어 있다. 호주, 미국, 유럽 아동은 이 정확한 순서에 따라 마음이론을 습득하며, 캐나다, 인도,
페루, 사모아, 태국 아동에 대한 연구는 이들 모두 같은 나이대에 틀린신념과제를 통과하였는데, 이는 전세계 아동들이 모두 끊임없이 마음이론을 개발한다는 것을 시사한다.
그러나 이란과 중국 아동은 약간은 다른 순서대로 마음이론을 개발한다. 이들은 비슷한 시기에 마음이론 발달을 시작하지만, 이들 나라의 젖먹이 아이들은 지식접근(KA)을 서구 아동들보다 앞서 이해하지만, 다양한 신념(DB)을 이해하는 데는 서구 아동들보다 시간이 더 길게 걸렸다. 이에 대하여 연구자들은 상호의존(interdependence)과 지식공유를 중시하는 이란과 중국의 집단주의(collectivism) 문화와 연관되어 있는데, 이는 개별성(individuality)과 다른 의견 수용을 강조하는 서구의 개인주의(individualism) 문화와는 반대된다고 주장한다. 이러한 서로 다른 문화적 가치로 인하여, 이란과 중국의 아동은 타인이 다른 신념과 의견을 가진다는 것을 이해하는데 시간이 더 오래 걸린 것이다. 이는 마음이론 발달이 보편성을 띠는 것도 아니고, 타고난 두뇌 처리 과정에 의한 것만 아니라, 사회적 요인과 문화적 요인으로부터도 영향을 받는다는 것을 의미한다.

### 역사기록학
마음이론은 역사학자들이 역사 인물들의 성격을 정확히 이해하는데 도움을 줄 수 있다. 예를 들어, 토마스 제퍼슨(Thomas Jefferson)은 토마스 제퍼슨 기금(Thomas Jefferson Foundation)의 더글러스 윌슨(Douglas L. Wilson)이나 학자와 같은 노예해방주의자(emancipationist)는 평생을 걸쳐서 노예제도에 반대하였다고 평가하면서, 노예제를 약화시키는데 있어 필요한 선택지가 제한되어 있는 상황에서 제퍼슨은 자신이 할 수 있는 것을 하였고, 노예제 폐지 입법(abolition legislation)을 위한 시도를 여러 차례 했으며, 노예에게 보인 매너, 노예에 대한 인간적 대우를 위한 변호 등이 있다. 이는 폴 핀켈만(Paul Finkelman)과 같은 수정주의자(revisionist)와 반대되는데, 이들은 제퍼슨이 인종주의, 노예제도주의자, 위선자라고 비판하였다. 이러한 위선에 대한 노예해방론자들의 관점은, 제퍼슨이 자신의 말에 진실하고자 노력하였다면, 그의 버지니아주 동료들과 소원해질 것이라는 걸 인지한다. 프랭클린 루스벨트(Franklin D. Roosevelt)는 미국흑인지위향상협회(NAACP) 지도자들이 반 사적 제재 입법(federal anti-lynching legislation)을 요구하는 것에 참여하지 않았다. 그는 이런 입법이 통과될 가능성이 적으며, 이 입법에 자신이 지지하면 루즈벨트의 동료 민주당원(Democrats)을 포함한 남부 하원의원과 거리가 멀어진다고 생각했기 때문이다.

## 실험 조사
3-4세 미만 아동이 마음이론이 있는지 여부는 연구자 사이에 논쟁 주제이다. 언어를 구사하지 못하는 아동에게 타인과 세상에 대한 이해도를 측정한다는 것은 어렵기 때문이다. 마음이론 발달 연구에서 사용되는 과제들은 언어를 구사하지 못하는 아동의 움벨트(umwelt), 즉 주변 환경을 고려해야 한다.

### 틀린신념과제
마음이론 발달에서 중요한 지표 중 하나는 타인에게 '틀린신념(false belief)'이 있을 수 있다고 보는 능력이다. 즉 타인이 거짓된 사실을 믿을 수도 있다는 것을 이해하는 것이다. 이를 위해, 지식이 어떻게 형성되는지를 이해해야 하고, 사람의 신념은 자신의 지식에 바탕을 두며, 마음 상태가 현실과 다를 수 있으며, 사람의 행동은 마음 상태를 통해 예측할 수 있다는 것이 제안된다. 틀린신념과제는 1983년 위머(Wimmer)와 퍼너(Perner)가 고안한 최초의 과제에 기반하여 다양한 버전이 개발되어 왔다.
'샐리-앤 시험(Sally-Anne test)'이라고도 불리는 가장 유명한 버전에서, 아동은 두 인물에 관한 한 이야기를 듣거나 본다. 예를 들어 아이는 샐리와 앤이라는 두 인형이 각각 바구니와 상자를 가지고 있는 모습을 본다. 샐리는 구슬도 가지고 있는데, 이를 자기 바구니에 넣고는 방을 나간다. 이때 앤은 방을 나간 샐리가 넣어둔 구슬을 바구니에서 꺼내어 자기 박스에 넣어둔다. 그리고 샐리가 돌아온다. 이때 아이에게 샐리가 구슬을 찾기 위해 어디를 뒤질지 질문한다. 샐리는 구슬을 넣어둔 자신의 바구니를 찾아볼 것이라고 대답하면 아이는 이 시험을 통과한다. 그러나 아이는 앤이 샐리의 구슬을 박스에 숨겼다는 사실을 알지만 샐리는 본인이 구슬을 박스에 숨긴 것이 아니기에 이 사실을 모르는 상황에서, 아이가 만약 샐리가 박스 안을 뒤질 것이라고 답한다면 아이는 과제를 통과하지 못하게 된다. 과제를 통과하기 위해선, 상황에 대한 타인의 마음 표현이 자신의 것과는 다르다는 것을 아이는 이해할 수 있어야 하고, 이 이해를 바탕으로 아이는 타인의 행동을 예측할 수 있어야 한다.
또 다른 예로는, 한 소년이 선반에 초콜렛을 두고 방을 떠난다. 그리고 엄마가 초콜렛을 냉장고에 넣는다. 과제를 통과하려면, 아이는 소년이 돌아오자마자 초콜렛이 아직 선반에 있다는 틀린신념(flase belief)을 가지고 있다는 것을 이해해야 한다.
틀린신념과제를 사용한 연구 결과는 꾸준히 이어져 왔다. 정상적으로 발달하는 아동 대부분은 4세 전후부터 이 과제를 통과할 수 있다. 주목할 것은, 대부분의 아동은 물론 다운증후군 아동까지 이 시험을 통과할 수 있는 반면, 자폐아동의 80%가 통과하지 못한다는 것이 한 연구를 통해 밝혀졌다.
성인도 틀린신념에 관한 문제를 경험하게 된다. 예를 들어, 사건이 발생하기 이전에 비하여 사건이 발생한 이후에 더욱 예측 가능하다고 믿는 경향인 사후 확신 편향(hindsight bias)이 있다. 1975년 피쇼프(Fischhoff) 실험에서, 독립 평가(independent assessment)를 내릴 것을 요청받은 성인 피실험자는 실제 결과물이 보여주는 정보를 무시할 수 없었다. 또한 복잡한 상황에서의 실험에서, 타인의 생각을 평가할 때 성인은 자신에게 주어진 특정 정보를 무시할 수 없다는 것을 보였다.

### 기대하지 않은 내용물 과제
틀린신념과제 내에 있는 문제들을 해결하기 위하여 여러 다른 과제들이 개발되었다. 기대하지 않은 내용물 과제(unexpected contents task) 혹은 스마티 과제(Smarties task)라고 하는 시험에서, 실험자는 아이들에게 스마티(Smarties)라는 캔디가 들어간 것처럼 보이는 상자의 내용물이 무엇이라고 생각하는지 묻는다. 아이들은 대부분 스마티가 들어가 있다고 답하게 되고, 이후 상자는 실제로 연필 몇자루를 담고 있다는 것을 아이들에게 보여준다. 그리고 실험자는 다시 상자를 닫고 아이들에게는 상자 안 실제 내용물을 보지 못한 사람은 그 안에 무엇이 들어 있을거라 생각할지에 대해서 물어본다. 만약 스마티가 들어 있을 거라고 생각할 것이라고 답한다면 아이는 과제를 통과하지만, 만약 연필이 들어있을 거라 생각할 것이라고 답한다면 아이는 통과하지 못한다. 고프닉(Gopnik)과 애스팅턴(Astington)의 1988년 저서에는 4-5세 아동들은 이 시험을 통과한다는 것을 발견하였다.

### 기타 과제
틀린사진과제(false-photograph task)는 마음이론 발달 측정용 과제이다. 과제에서 아이들은 현재 상황과는 다른 사진에서 무엇이 표현되어 있는지를 추론해야 한다. 틀린사진과제에는 위치추적(location)이나 바뀐그림찾기(identity change)가 포함되어 있다. 위치변화과제(location-change task)에서 조사자는 한 물체를 한 위치에 둔다. 예를 들어 초록색 찬장에 초콜렛이 있고 찬장은 열려 있다. 아이는 폴라로이드로 이 장면을 찍는다. 사진이 나오면, 조사자는 물체를 파란 찬장에 두고, 아이에게 조사자의 행동을 보게 한다. 조사자는 아이에게 두 가지 질문을 던진다. "우리가 사진을 찍을 때, 물체는 어딨었니?" "지금 물체는 어디에 있니?" 아이는 또한 틀린사진 질문을 받는다. "사진에서 물체는 어딨니?" 만약 사진에서의 물체 위치와 질문할 당시의 물체의 실제 위치를 올바르게 지목한다면, 시험에 통과한다. 그러나 마지막 질문이 "사진에 있는 물체는 이 방 어디에 있니?"라고 오해될 수 있기에, 일부 조사자는 다른 말로 바꾼다.
동물, 아동, 고전(레오 캐너 유형Leo Kanner-type) 자폐당사자가 마음이론과제를 보다 쉽게 이해하고 수행하게 하기 위해, 연구자들은 언어 소통이 덜 중시된 시험들을 개발해 왔다. 실험자의 언어 소통이 없는 것도 있고, 피실험자의 언어 소통이 필요하지 않은 것도 있다. 혹은 실험자와 피실험자 모두 언어 소통이 없는 경우도 있다. 이러한 과제의 한 범주로, '보기선호패러다임' 혹은 '선호적 주시 패러다임(preferential looking paradigm)'을 사용하여, 보는 시간을 종속변수로 한다. 예를 들어, 9개월 영아는 사람손처럼 생긴 무생명체가 하는 행동보다 실제 사람 손이 하는 행동을 보는 것을 더 선호한다. 다른 패러다임의 경우, 끝나지 않은 목표지향적 행동을 모방하고 완수하는 능력인 모방 행동 비율을 주목하거나, 가장놀이(pretend play) 비율을 주목한다.

### 초기 조짐
마음이론이 초기에 나타나는 조짐에 관한 최근 연구는 언어를 배우기 이전의 영아가 타인의 마음 상태는 물론 인지와 신념까지 이해한다는 것을 포착하기 위한 혁신적인 방법에 주목해 왔다. 다양한 실험절차를 통하여 연구들은 생후 1년이후 영아는 타인이 보는 것과 타인이 아는 것을 이해한다는 것을 발견하였다. 영아의 마음이론 연구에 사용되는 유명한 패러다임으로는 기대위배 절차(violation of expectation procedure)로, 영아들은 익숙하고 기대한 사건보다 기대하지 못한 놀라운 사건을 더 많은 시간을 들여 보는 경향에 입각한 것이다. 영아들이 보는 시간을 측정하는 것은 연구자들에게 영아들이 추론하고 있는 것 혹은 사건에 대한 이해를 암시한다. 최근 연구에서 이러한 패러다임을 사용하여, 16개월 영아는 시지각상으로 믿지 못할 사람이라고 한 사람보다, 시지각상으로 믿을만한 사람이라고 이해한 사람에게 신뢰를 보이는 경향이 있다고 밝혔다. 특히 16개월 영아는 장난감을 찾는 것과 관련하여, 믿음직한 모습의 사람에게는 활기찬 발성을 기대하고 그릇을 바라보지만, 믿음직하지 못한 사람에게는 장난감이 없는 상황을 기대하도록 훈련을 받는다. 훈련 이후, 물건찾기과제(object-search task)에서, 영아들은 장난감이 숨겨진 장소인 곳과 아닌 곳 모두 본 후, 믿음직한 사람과 믿음직하지 못한 사람이 각각 두 장소에서 장난감을 찾고 있는 모습을 본다. 믿음직한 사람을 겪었던 영아는 놀라워하면서, 그 사람이 올바른 장소가 아닌 틀린 장소에서 장난감을 찾을 때 더 오래 쳐다본다. 반대로 믿음직하지 못한 사람을 경험한 영아는 장난감을 찾는 위치가 틀렸든지 맞았든지 상관없이 보는 시간에 차이가 없었다. 이는 16개월 영아들이 그 사람에 대한 사전에 인지한 시지각을 바탕으로 장난감 위치에 관한 믿음을 구분하여 갖는다는 것을 시사한다.

### 방법론적 문제
마음이론 측정에 사용되는 방법에서, 반사작용으로 반응만 할 줄 알고 복잡한 인지능력은 전혀 없도록 설계된 간단한 로봇조차도 4-5세 이상 인간만이 갖는다고 심리학 교과서에 명시한 마음이론 능력을 가지고 있는 것으로 시험을 통과할 수 있다는 사실을 실험을 통해 보여졌다. 또한 로봇이 시험을 통과할 지 여부는 물체 위치나 반사작용 수행에 영향을 주는 로봇의 신체구조와 같은 인지와 상관없는 요소들에 의하여 영향을 받는다는 것도 밝혀졌다. 따라서 마음이론 시험은 인지능력을 테스트하는 것이 아니라는 것을 시사한다.

## 결함
마음이론 장애는 조망수용에 문제가 있다는 걸 말한다. 이는 또한 심맹(mind-blindness, 마음맹, 정신맹)이라고도 한다. 마음장애가 있는 사람은 다른 관점으로 현상을 보는 것이 어렵다는 것을 의미한다. 마음이론 결함을 경험하는 개인은 타인의 의도를 알아차리기 어렵고 자신의 행동이 타인에게 미치는 영향을 이해하지 못하며, 사회적 상호작용을 갖기 어렵다. 마음이론 결함은 자폐 특성(autism spectrum disorder), 비언어학습장애(nonverbal learning disorder), 주의력결핍 과잉행동장애(attention deficit hyperactivity disorder)가 있는 사람,알코올과 마약 영향을 받은 사람, 수면 부족, 심각한 감정적 신체적 고통을 가지고 있는 사람에게서 보였다. 마음이론 결함은 청각장애가 없는 부모에게서 태어나 수화로 소통하는 농아들에게도 보이지만, 결함은 인지 결함이 아닌 언어 학습이 늦기 때문에 발생하기에 아이가 수화를 배우면 사라진다.

### 자폐
1985년 사이먼 배론코언(Simon Baron-Cohen), 앨런 레슬리(Alan M. Leslie), 유타 프리스(Uta Frith)는 자폐아동에게 마음이론이 없으며 타인의 신념을 이해하는 과업을 수행하는 것에 어려움이 있다고 하였다. 이러한 어려움들은 아이가 언어 기술을 익히면서 지속되며 자폐 특성의 주요 특징이라고 알려져 왔다.
자폐당사자들은 타인에게 자신의 마음 상태를 보이는데 심각한 어려움이 있으며 일부는 마음이론 능력이 없는 것으로 보인다. 자폐 특성과 마음이론의 관계를 연구하는 사람들은 다양한 방식으로 연결고리를 설명하려 한다. 한 이론에서는 마음이론이 타인에게 마음 상태가 있다고 하는 것에 작동하며 유년기에는 가상놀이(pretend play)에서 그러한 역할을 한다. 레슬리에 의하면, 주위환경이 실제인지 여부는 상관없이 마음이론은 생각, 신념, 욕구를 표현하는 능력이다. 이것이 자폐당사자에게 마음이론과 가상놀이의 결합이 심각하게 나타나는지에 대한 이유를 설명한다. 그러나 홉슨(Hobson)은 사회정서적 정당화(social-affective justification)를 제안하는데, 이는 자폐당사자에게 마음이론 결핍은 감정을 이해하고 반응하는 것의 왜곡으로부터 나온 것임을 뜻한다. 홉슨은 일반인의 경우 태어나면서 사회참조능력(social referencing ability)과 같이 타인의 느낌을 이해하고 이에 반응하게 하는 스킬을 가지고 있다고 본다. 다른 학자들은 자폐장애가 특정 발달 지연을 동반하여 자폐 어린이는 다양한 결함을 보이는데, 각각의 다른 성장 단계에서 어려움을 겪기 때문이다. 아주 이른 시기에 나타나는 장애는 공동관심 행동(joint-attention behavior)의 적절한 발달을 대체하여, 온전한 마음이론을 형성하지 못한다.
추측되기로는 이전에는 현존과 부재라는 구분된 두 가지의 형태로 비라보는 관점이었다면, 마음이론은 하나의 연속체(continuum)에 있다는 것이다. 일부 연구에서는 자폐인 일부는 타인에게 마음 상태가 있다는 것을 모른다고 했으나, 최근 연구에서는 유념에 둔 행동(mindful behavior)의 스펙트럼을 용이하게 하는 기제를 다루는 가능성이 있음을 지적하였다. 마음이론에 관한 이분법적 관점은 자폐인이 공감이 없다는 가정이 비인간화의 근거가 되면서 조망수용 능력이 있는 자폐성인에 대한 낙인(stigmatization)에 공헌하였다.
미셸 타인(Michele Tine) 등은 아스퍼거 증후군 어린이보다 자폐 어린이가 사회적 마음이론의 측정에서 훨씬 낮은 점수를 기록하였다고 하였다.
보통 마음이론 능력이 발달한 아이들은 사회기술도 발달하였으며, 새로운 상황에 대한 적응능력도 뛰어나고 타인과의 협동심도 높다. 그 결과 이런 아동들은 사랑을 받게 된다. 그러나 동시에 이들은 타인의 마음을 읽는 능력으로 친구들을 조종하거나 앞서 나가 생각하거나 놀리거나 속이기도 한다. 자폐스펙트럼의 아이들처럼 마음이론이 열등한 아이들은 타인과 소통이 어려우기에 또래들로부터 거절당한다. 사회적 거절(Social rejection)은 아이들의 발달에 부정적인 영향을 주어 우울 증세를 발달시킬 위험이 크다.
또래 매개 개입(Peer-mediated interventions, PMI)은 자폐스펙트럼장애 어린이와 청소년을 위한 학교 기반 치료법으로, 사회적 행동을 향상시키고자 또래들이 롤모델이 되도록 훈련받는다. 라기(Laghi) 등은 연구에서 PMI 프로그램의 적절한 후보군을 선택하기 위하여, 선생님의 추천과 함께, 친사회적(착한) 마음이론 행동과 반사회적(못된) 마음이론 행동의 분석이 사용될 수 있는지를 연구하였다. 마음이론 기술이 발달하여 친사회적인 방식으로 이런 기술을 사용하는 어린이를 후보로 선택하는 것은 이론상으로는 프로그램의 효과를 높이는 것으로 보았다. 그러나 실제 결과에서는 PMI 프로그램을 위한 후보군의 마음이론을 사용하는 것은 가치가 없다고 밝혀져, 롤모델로서 후보들의 행동이 좋은 예측변수가 되지 못할 것이다.
2014년 코크란 리뷰(Cochrane review)에서 마음이론에 기반한 개입들은 자폐환자에게 가르칠 수 있지만, 환자가 배운 스킬을 유지할지 여부, 다른 환경에서도 일반화할 수 있는지, 관련 기술에 대한 발달 효과가 있는지는 증거가 부족하다고 하였다.

### 조현병
조현병 환자는 마음이론 결함을 보일 수 있다. Mirjam Sprong 등은 1500명 참가자와 29가지 연구를 통해 장애를 조사하였다. 이러한 메타분석(meta-analysis)은 조현병 환자에게 유의미하고도 안정된 마음이론 결핍이 있다는 것을 조여주었다. 타인들이 세상의 사건들에 대한 잘못된 신념을 가질 수 있다는 것을 이해할 수 있는 능력을 시험하는 틀린믿음과제(false-belief tasks)에 대하여 이들은 수행능력이 저조하였으며, 짧은 이야기를 읽고 등장인물의 의도를 추론하는 능력을 평가하는 의도추론과제(intention-inference tasks)에서도 마찬가지로 저조항 수행능력을 보였다. 정서나 동기, 말하기의 결핍과 같은 부적 증상(negative symptoms)을 보이는 환자들은 마음이론에 가장 많은 문제를 보였으며, 자신은 물론 타인의 마음 상태를 표현하지 못한다. 편집성 조현병(paranoid schizophrenia) 환자들도 타인의 의도를 해석하는데 어려움이 있어 수행능력이 저조하다. 메타분석은 IQ, 성별, 나이가 마음이론과제를 수행하는데 유의미한 영향을 주지는 않는다는 것도 보여줬다.
최근 연구에서는 마음이론의 문제는 환자가 자신의 정신병을 아는 임상적 통찰(clinical insight)에 부적으로 영향을 끼친다고 보았다. 이러한 통찰에는 마음이론이 필요하다. 환자는 제삼자의 관점을 수용할 수 있어야 하며, 타인이 하는 것처럼 자기를 보아야 한다. 통찰력이 좋은 환자는 자신을 타인과 비교하고 타인의 관점에서 자신을 조망하는 방식으로 자기표현(self-represent)을 적절히 한다. 통찰은 자신의 증상을 인지하고 이에 적절히 대응하게 한다. 그러나 통찰이 부족한 환자는 자기표현을 적절히 할 줄아는 능력이 없어 자신의 증상을 깨닫지 못한다. 환자에게 조망수용과 자기성찰 기술을 가르치는 치료법은 사회적 단서(social cue)를 읽고 타인의 관점을 받아들이는 능력을 상승시킬 수 있다.
최근 연구 대다수는 마음이론 결핍이 조현병의 상태적 특징이 아니라 안정된 특성적 특징이라고 본다. Sprong 등의 메타분석은 차도가 있는 환자도 여전히 마음이론에서의 문제를 보인다고 하였다. 연구 결과에서는 결함이 조현병의 활동 측면의 결과물만은 아니라고 하였다.
조현병 환자의 마음이론 결함은 타인과의 일상 교제에 문제를 일으킨다. 일례로 조현병 부모와 아이와의 일그러진 관계가 있다. 마음이론은 아이의 생각과 행동을 이해하고 적절히 대응해야 하는 부모에게 특히 중요하다. 부모의 양육에서의 문제는 타인의 생각을 이해하는 능력인 1차적 마음이론(first-order theory of mind) 결함, 그리고 한 사람이 다른 사람의 생각에 대하여서 어떻게 생각하는지를 추론하는 능력인 2차적 마음이론(second-order theory of mind) 결함과 관련되어 있다. 건강한 엄마에 비해 조현병을 가진 엄마는 쌀쌀맞고 조용하며 자기에게만 몰두하고 둔감하며 반응적이지 못할 뿐더러, 아이와의 만족스러운 상호작용도 훨씬 적다고 밝혀졌다. 또한 이들은 아이의 감정적 단서(emotional cue)를 제대로 해석하지 못하여 아무렇지 않은 얼굴 표정에 대하여 부정적인 것으로 오해한다. 역할극(role-playing)이나 개별기반 세션(individual-based session) 혹은 집단기반 세션(group-based session)은 조망수용과 마음이론 향상에 도움이 된다. 마음이론 결함과 부모 역할 기능 부전 사이에는 관련성이 크지만, 이후의 연구를 통하여서 마음이론이 부모 양육 역할에 끼치는 원인적 역할을 수립함으로써 관계를 강화할 수 있다.

### 알코올 사용 장애
다른 사회인지적 결함을 포함하여 마음이론의 작동 불능은 알코올이 두뇌에 끼친 신경독성 효과, 특히 전전두피질(prefrontal cortex)에 끼치는 영향으로 인하여, 알코올중독(alcoholism) 환자에게서도 보인다.

### 우울과 불쾌감
사회적 지장의 특징을 보이는 중증우울삽화(major depressive episode)를 보이는 환자들은 마음이론 해독(theory of mind decoding)에 있어 결함을 보인다. 마음이론 해독은 타인의 정신 상태가 어떠한지 정확히 라벨을 붙이기 위하여, 표정, 목소리톤, 몸짓과 같이 직면하고 있는 환경(immediate environment)에서만 사용 가능한 정보를 사용하는 능력이다. 반대로 마음이론이 고양된 상태는 우울(depression)에 취약한 사람에게서 관찰되며, 주요우울장애(major depressive disorder, MDD)를 앓은 전적이 있는 사람, 불쾌감(dysphoria, 혹은 번조煩躁)을 가지고 있는 사람, 엄마에게서 주요우울장애 병력이 있는 사람도 여기에 포함된다.

### 언어발달장애
언어발달장애(developmental language disorder, DLD)을 가진 어린이는 표준화검사(standardized test)의 읽기와 쓰기 분야에서 낮은 점수를 보이지만, 비언어 IQ에서는 정상이다. 언어결함은 어휘의미(lexical semantics), 문장구성(syntax, 혹은 배어配語), 어용(語用, pragmatics), 다양한 문제 조합에서의 특정 결함이 된다. 이들은 정상적으로 발달한 아이들보다 사회적 기술이 떨어지기도 하며, 타인의 신념을 해독하는데 문제가 있기도 하다. 최근의 메타분석에서는 언어발달장애 아동은 일반적인 수준으로 언어가 발달한 아동들에 비하여 마음이론과제에서의 점수가 확연히 낮은 것으로 나타났다. 이는 언어발달이 마음이론과 연관되어 있다는 주장을 뒷받침한다.

## 두뇌 기제

### 정상 뇌기능
자폐인의 마음이론에 대한 연구를 통해, 이들은 일반 인지기능이 온전하면서도 멘탈라이징 능력은 손상된 전용 기제(dedicated mechanism)가 뒷받침한다고 보기도 한다.
신경영상연구는 이런 연구를 지지하면서, 마음이론과제 중에는 특정 뇌영역이 지속적으로 관여한다고 표명한다. 마음이론에 관한 양전자 방출 단층촬영연구에서는 언어적 도상적 이야기 이해 과제(verbal and pictorial story comprehension tasks)를 이용하여 내측전전두피질(mPFC) 영역, 후부상측두구(posterior superior temporal sulcus, pSTS) 주변 영역이 관여하며, 때에 따라 쐐기앞소엽(precuneus)과 편도체/측두극피질(temporopolar cortex)이 관여하기도 한다는 것을 밝혔다. 이후, 마음이론의 신경학 기반에 관한 연구는 다양해졌으며, 신념이나 의도에 관한 연구는 물론 심리 특성(psychological trait)과 같은 고차원적인 부분을 이해하는 것에 중점을 둔 연구들이 각각 진행되었다.
레베카 색스(Rebecca Saxe)의 MIT 연구소의 연구는 틀린신념과제를 이용하면서도, 틀린신념과제의 멘탈라이징 요소를 분리시키는데 초점을 맞춘 틀린사진과제를 대조실험으로 이용하여, 내측전전두피질, 쐐기앞소엽, 측두두정접합(temporo-parietal junction, TPJ)에서의 활동화가 우뇌편중화(right-lateralized)된다는 것을 밝혔다. 특히 우측측두두정접합(rTPJ)이 타인의 신념을 표현하는 것에 선택적으로 관여한다고 제안하였다. 그러나 여전히 논쟁거리도 존재하는데, 일부 연구자들은 우측측두두정접합 영역이 시주의(visual attention)의 공간재정향(spatial reorienting) 과정 동안 끊임없이 활성화되었다고 지적하였다. 미국 시카고대학교 장 데세티(Jean Decety)와 하버드대학교 제이슨 미첼(Jason Mitchell)은 우측측두두정접합이 사회적 인지에 특화관 기제가 아니라 틀린신념에 대한 이해와 주의재정향(attentional reorienting)에 관여하는 기능을 위해 작용한다고 하였다. 그러나 신념 표현과 주의재정향을담당하는 영역이 중첩되어 있다는 것을 관찰하는 것은 단순히 인접해 있지만 분리되어 있는 신경세포분포(neuronal population)가 서로 유전암호를 지정하는 것 때문일 수도 있다. fMRI 영상 연구는 신경세포분포가 서로의 처리과정을 부호화한다는 것이 충분하지 않다고 본다. 데세티와 미첼의 후속 연구에서, 색스 등은 고화질 fMRI를 사용, 신념표상 시의 정점에 비하여 주의재정향 시의 활성화의 정점은 6-10mm이라고 밝혔다. 다른 뉴런 분포가 각각의 과정을 부호화한다는 것을 더욱 입증하면서, 공간을 가로질러 fMRI 반응 유형에 유사성은 없다고 밝혔다.
기능영상(Functional imaging)도 움직이는 기하학 모양의 하이더-짐멜 식 영상(Heider-Simmel-esque animations)에서의 마음상태 정보 탐색을 연구하는데 사용하였다. 일반 사람이 의도와 감정이 실린 사회적 상호활동으로서 이러한 영상을 자동적으로 인지한다. 세 연구에서는 임의적 혹은 결정론적 동작 통제에 비하여 이러한 영상을 읹하는 동안 활성화 패턴이 상당히 유사하다는 것을 밝혔다. 내측전전두피질, 후부상측두구, 방추형 얼굴영역(fusiform face area, FFA), 편도체가 마음이론 조건에서는 선택적으로 관여한다는 것이다. 다른 연구에서는 두 점이 의도성(intentionality)의 파라미터화된 정도에 따라(즉 두 점이 서로를 추적하는 범위를 수치화한 것) 움직이는 영상을 피실험자들에게 제공하였고, 후부상측두구 활성화는 이러한 파라미터와 연관되어 있다는 것을 밝혔다.
각각의 연구는 후부상측두구가 인간의 활동에서의 의도성을 인지하는 것을 시사하였다. 이 영역은 몸, 눈, 입, 점광화면 움직임(point-light display motion)과 같은 생물학적 움직임을 인지하는 것에도 관여한다. 한 연구에서는 사람이 피스톤에 의해 자신의 손이 들어올려지는 것(비의도적 행동)보다는 자신의 손을 드는 것(의도적 행동)을 보는 동안 후부상측두구 활성화가 증가된다는 것을 밝혔다. 몇몇 연구에서는 어느 한 행위자가 자신의 맥락이나 예상되는 의도에서 기대되는 활동과 맞지 않는 활동을 하는 것을 피실험자가 인지할 때 후부상측두구 활성화 증가가 보인다고 밝혔다. 예를 들어, 빈 공간에서 한 물체가 있는데 이 물체를 손에 쥐는 것이 아니라 도달획득동작(reach-to-grasp motion, 쥐려고 손을 뻗기만 하는 것)을 하는 것, 혹은 점검판이 있는데도 옆의 빈 공간만 응시하는 것, 책더미를 들고 있으면서 무릎으로 불을 키는 것이 정상인데, 아무것도 들고 있디지 않은데도 불구하고 무릎으로 불을 켜는 행동, 책장 뒤로 지나갈 때 일정한 속도로 가는 것이 아니라 멈춰서는 것 등이 있다. 이런 연구들에서, 적절한 행동들은 파악하기 쉬운 목적이 있으며 행위자의 의도에서 설명하기 쉽다. 반면 상황에 맞지 않은 행동은 설명이 더 필요하며, 상측두구에서의 처리가 거 필요로 한다. 상측두구가 틀린신념과제 동안 활성화되는 측두두정영역과 분리되어 있다는 것을 주목한다. 또한 사회인지와 인식에 관한 신경영상연구 동향에 뒤이어, 후부상측두구 활동이 크게 우측 편중화되었다응 것을 지적한다. 또한 틀린신념과제 중의 측두두정접합 활성화, 생물학적 동작에 대한 상측두구 반응, 얼굴에 대한 방추형 얼굴영역 반응도 우뇌 편중화되어 있다.
신경심리학에서는 마음이론 신경 기반에 관한 신경영상 결과를 지지하는 증거를 제시한다. 전두엽과 측두두정접합(측두엽과 두정엽 사이) 통증이 있는 환자에 대한 연구는 마음이론 과제에 어려움이 있다고 보고하였다. 이는 마음이론 능력이 두뇌 특정 영역과 관련있다는 것을 보여준다. 그러나 내측전전두엽피질과 측두두정접합이 마음이론과제에ㅡ필요하다는 사살인. 이 영역들이 그 기능에
특화되었다는 것을 의미하진 않는다. 측두두정접합과 내측전전두엽피질은 마음이론에 필요한 일반적 기능을 제공하기도 한다.
비토리오 갈레스(Vittorio Gallese), 루치아노 파디가(Luciano Fadiga), 자코모 리졸라티(Giacomo Rizzolatti) 연구는 거울뉴런(mirror neuron)이라는 일부 감각운동 뉴런(sensorimotor neuron)은 히말라야원숭이(rhesus monkey)의 전운동피질(premotor cortex)에서 처음 발견되었으며, 활동 이해에 관여한다. 단극전위기록(Single-electrode recording)은 원숭이가 활동을 수행하는 것뿐 아니라 다른 동인이 같은 과제를 수행하는 것을 볼 때에도 이런 뉴런들이 활성화된다고 밝혔다. fMRI 연구에서도 거울뉴런이 있는 것으로 보이는 뇌영역이 타인의 목적 지향적 활동을 볼 때도 활성화된다는 것을 밝혔다. 이러한 데이터를 기반으로, 일부 전문가들은 거울 뉴런이 마음이론의 뇌내 기반을 제공하며, 시뮬레이션 마음이론 리딩을 지지한다.
거울뉴런과 마음이론의 연계에 반대되는 증거도 있다. 우선 마카크 원숭이(macaque monkey)는 거울뉴런이 있어도 사람처럼 마음이론과 신념을 이해하는 능력은 없는 것으로 보인다. 둘째, fMRI 마음이론 연구는 내측전전두엽피질, 측두극, 측두두정접합이나 상측두구에서의 활동을 보고하나, 이런 뇌 영역은 거울뉴런체계의 일부가 아니다. 발달심리학자 앤드류 멜초프(Andrew Meltzoff)와 신경과학자 장 데세티 등 일부 연구원들은 거울뉴런이 모방을 통한 학습을 용이하게 해주고 마음이론 발달의 단초를 제공할 뿐이라고 주장한다. 철학자 숀 갤러거(Shaun Gallagher) 등은 여러 설명에도 불구하고, 시뮬레이션 마임이론 리딩을 통하여 제시된 것처럼 거울뉴런 활성화가 시뮬레이션 정의를 충족하지 못한다고 본다.
최근 논문에서, 케런 하루쉬(Keren Haroush)와 지브 윌리엄스(Ziv Williams)는 영장류 두뇌에 있는 한 뉴런 그룹 사례를 소개하였다. 이 뉴런 그룹만이영장류의 상화닥용 파트너를 선택하는 것을 예견한다고 밝혔다. 이 뉴런은 히말라야 원숭이들이 죄수의 딜레마(prisoner's dillemma) 게임을 반복하는 동안 단극전위기록을 사용하여 측정, 원숭이들의 대상피질(anterior cingulate cortex) 내에 위치한다는 것이 관찰되었다.
 게임 파트너의 숨겨진 의도를 표상하는 세포들을 확인함으로써, 하루쉬와 윌리엄스의 연구는 마음이론은 근본적이고 일반화된 과정이라는 것을 증명하고, 전대상피질 뉴런은 사회적 교류 동안 거울뉴런 기능을 보강하기 위하여 활동한다는 것을 시사한다.

### 자폐
일부 신경영상 연구에서는 아스퍼거 증후군과 고기능 자폐 장애(HFA)를 가진 피실험자에게서 신경 기반 마음이론 장애를 주목하였다. 자폐인과 관련된 마음이론에 대한 최초의 양전자 방출 단층촬영 연구(동시에 자폐 내 과제 유도 활동성 패러다임을 사용한 최초의 신경영상 연구)는 정상뇌기능 일반인에 대한 기존 연구를 모방하였는데, 이는 이야기 이해 과제(story-comprehension task)를 채용하였다. 이 연구에서 자폐인 피실험자는 내측전전두엽피질 활동성이 치환되고 약화된 것이 발견되었다. 그러나 연구참가자가 6명에 불과하였고 양전자 방출 단층촬영의 공간분해능(spatial resolution)이 떨어져서 이 결과는 예비성으로 간주되어야 한다.
이후의 fMRI 연구는 '눈으로 마음 읽기 과제('reading the mind in the eyes' task)'를 수행하면서 일반 성인과 고기능 자폐 장애 성인 환자를 스캔하였다. 사람의 눈을 촬영한 사진을 보고 주어진 두 개의 형용사 중 어느 것이 사진의 눈을 더 잘 설명하는지를 고르는 것으로, 성차별 통제를 가하였다. 전문가들은 정상 피실험자에게서 안와전두피질(orbitofrontal cortex), 상측두회, 편도체의 활동성을 발견하였지만, 연구참가자에게서는 편도체 활동성이 없고 상측두회 활동성이 비정상적라는 것을 발견하였다.
최근 양전자 방출 단층촬영 연구는 무작위 움직임 통제군(random motion control) 시청과 대비한 하이더-짐멜 영상(Heider-Simmel animations)을 시청하는 고기능 자폐장애와 아스퍼거 증후군 환자의 뇌 활동성을 주목하였다. 정상뇌기능을 조이는 사람들에 비하여, 자폐인은 상측두회나 방추형얼굴영역 활성화가 없었으며, 내측전전두엽피질과 편도체 활성화는 저조하였다. 외선조영역(extrastriate regions) V3 와 LO의 활동성은 이 두 그룹 전체에서 동일하렸는데, 이는 자폐인에게서 정상조다 낮은 수준의 시각처리(visual processing)를 보인다는 것을 시사한다. 또한 연구는 자폐층 그룹에서 상측두회와 V3 간의 기능적 연결성이 극히 적다는 것을 보고하였다. 그러나 상측두회 활동성과 V3 활동성 간의 일시적인 연관성 저하는, 자폐 연구참가자에게서 의도가 다분한 영상에 대한 상측두회 반응이 자극된 것이 없었던 것에 기대한 것이다. 더 많은 정보분석은 전시간 계열로부터 반응 자극을 퇴보시킨 이후의 기능적 연결성을 계산해야 한다.
이후 연구는 상술한 부조화/조화 응시이동 패러다임(incongruent/congruent gaze-shift paradigm)을 이용하여, 고기능 자폐장애 성인은 어떤 한 사람이 목표물을 응시하고 다시 근처 빈 공간을 응시하는 것을 보는 동안, 이들의 후부상측두회(pSTG) 활성화는 차이를 보이지 않았다. 일반적이지 못한 상황에 대한 상측두회 처리가 추가로 발생하지 않은 것은, 자폐 연구참가자들이 행위자가 주어진 맥락정보 내에서 해야 할 일이 무엇인지를 기대하지 못한다는 것, 혹은 이러한 기대를 위배하는 것에 대한 뉴런 피드백 신호가 상측두회까지 이르지 못하였다는 것을 시사한다. 이 두 설명 모두 눈의 응시 이동을 의도적인 설명과 연관짓는 능력에 문제가 있다는 것을 말한다. 또한 이 연구는 조화-부조화 대비(incongruent-congruent contrast)에서의 상측두회 활성화와, 자폐진단 상담 개정판(Autism Diagnostic Interview-Revised) 내 사회적 보조척도(social subscale) 점수 사이의 비관련성을 발견하였다. 그러나 다른 보조척도에서의 점수는 해당하지 않는다.
2011년, fMRI 연구는 고기능 자폐장애 성인환자의 우측 측두두정접합이 자기와 타인에 대한 신체적 판단에 비하여, 멘탈라이징 판단에 있어서는 선택적으로 활성화되지 않는다는 것을 보였다. 우측 측두두정접합의 멘탈라이징에 대한 선택성은 사회성 장애에 개한 임상적 방안에 있어서의 개별적 변화와도 연관되어 있다. 우측 측두두정접합이 신체적 판단에 비하여 멘탈라이징 판단에 있어 더 활성화되는 사람은 사회성 장애가 덜 하지만, 멘탈라이징 판단이나 신체적 판단에 대한 반응에 차이가 거의 없는 사람은 사회성 문제가 가장 심각하다는 것이다. 이는 자기든 타인이든 상관없이 마음 상태에 관한 정보를 표현하는 것에 있어 우측 측두두정접합이 중요하다는 것을 보여준 일반인 대상 연구를 바탕으로 주장되는 것이다. 또한 자폐인에게서 평생 나타나는 신경 관련 심맹(mind-blindness)의 원인을 설명한다.

### 조현병
마음이론 관련 뇌 영역에는 상측두회(superior temporal gyrus, STG), 측두두정접합(temporoparietal junction, TPJ), 내측전전두피질(medial prefrontal cortex, MPFC), 쐐기앞소엽(precuneus), 편도체(amygdala)가 있다. 조현병환자에게서 보이는 내측전전두피질 활동성 감소는 마음이론 결함과 연결되어, 조현병 환자의 사회적 기능 장애의 원인을 설명한다. 내측전전두엽피질 내 신경활동성의 증가는 조망수용의 호전, 감정 관리, 사회적 기능의 향상과 관련되어 있다. 마음이론 관련 영역에서의 두뇌활동성 문제는 사회적 스트레스나 사회적 상호작용에의 무관심을 증가시키며, 조현병 관련 사회적 기능 장애의 원인이 된다.

## 실제 타당성
'눈을 통해 마음을 읽는 시험(Reading the Mind in the Eyes test)'(RME)에서 측정된 마음이론 능력에 관한 집단 구성원의 평균점수는 집단수행(group performance)이 성공할 수 있는 동인으로 여겨진다. 특히, RME 테스트의 평균점수가 높은 집단은 집단지성요인C(collective intelligence factor c)와 관련 있는데, 이는 광범위한 마음과제(mental task)에 대한 집단의 수행 능력, 일반 개별지성 요소인 G요인(G factor)과 유사한 집단지성 척도로 정의된다. RME는 성인을 위한 마음이론 테스트로서, 충분한 검사-재검사 신뢰도(test-retest reliability)를 보이며, 자폐인과 아스퍼거 증후군을 가진 환자들과는 대조군을 끊임없이 구분시킨다. 성인 마음이론 능력 검증을 위한 시험 중 광범위하게 사용되고 있으며 적합한 것 중 하나이다.

## 진화
마음이론의 진화적 근원은 모호하다. 많은 이론들은 인간 언어와 사회적 인지 발달에서의 역할에 관한 주장을 하지만, 이들 중 일부만이 상세하고 진화적인 신경생리학적 조짐으로 특정할 수 있다. 최근 이론에서는 마음이론이 부동 스트레스(immobilization stress)와 긴장성 무운동(tonic immobility) 두 가지 방어반응(defensive response)으로부터 근원을 가지고 있다고 주장한다. 스트레스를 높이는 조우에 대처하는 것과 포유류의 새끼 양육 행태를 포함한다.(Tsoukalas, 2018). 이들의 조합된 효과는 눈마주침, 시선 따라가기, 절제력(inhibitory control), 의도적 귀인(intentional attribution) 등 마음이론의 특징을 만들 수 있다.

## 동물의 마음이론
인간 이외 다른 동물이 인간 아이가 하는 방식과 같은 방식으로 마음이론을 습득할 수 있게 하는 유전적 자질과 사회적 환경이 있는지는 여전히 논쟁중이다. 동물 행동에서 사고의 존재나 특정 사고의 존재, 혹은 자기(self), 자기인식(selfawareness), 의식(consciousness), 감각질(qualia)의 존재를 추론하는 문제이기에, 이 질문은 논쟁적인 이슈이다. 마음이론의 비인간 연구의 난점 중 하나는 자연적 관찰 횟수가 충분하지 못하다는 것이다. 이는 진화적 압력(evolutionary pressure)이 한 생물종의 마음이론 발달에 있어 무엇인지에 관한 통찰을 제공한다.
비인간 연구는 이 분야에서 주요 위치를 점하고 있으며, 특히 어떠한 비언어적 행동이 마음이론의 요소를 의미하는지 밝히고, 사회인지의 인간적 측면이라고 하는 것의 진화에서 발돋움 지점을 지목하는 데 있어 유용하다. 잠재적으로 마음상태라고 할 수 있는 것에 대하여 우리가 불완벽한 이해를 하고 있는 생물종들에게서 나타나는 인간과 유사한 마음이론과 마음 상태를 연구한다는 것은 어렵지만, 연구자들은 복잡한 능력의 간단한 요소에 주목할 수 있다. 예를 들어 연구자들은 의도, 응시, 괸점, 지식, 혹은 다른 존재가 보았단 것들에 대한 동물의 이해를 주목하고 있다. 오랑우탄과 침팬지 그리고 어린이가 의도를 이해하는 것에 대해 주목하는 한 연구는 이 세 종 모두 우연한 행위와 의도적 행위의 차이를 이해할 수 있다고 제시하였다. 이 연구의 난점 중 하나는 관찰된 현상이 단순한 자극-반응 학습으로 설명될 수 있다는 것인데, 관찰 가능한 행동으로부터 내면적 마음 상태를 추론해야 하는 마음 이론가들의 특성에 있기 때문이다. 최근 대부분의 비인간 마음이론 연구는 인간 사회 인지의 진화 연구에서 가장 흥미로운 존재인 원숭이와 유인원에 주목해 왔다. 귀인 마음이론(attributions theory of mind)에 관한 다른 연구들은 물떼새(plover)와 개를 이용하여 수행되어 왔으며, 마음이론의 조짐이기도 한 타인에 대한 관심을 이해하는 예비적 증거를 보였다.
마음이론 능력 혹은 불능이 동물에게서 보인다는 증거를 해석하는 것에 있어 논쟁이 있었다. 두 가지 예시가 제시되었다. 첫째, 포비넬리(Povinelli) 등(1990)은 침팬지에게 두 실험자 중 한 사람을 선택하여 음식 제공을 요구할 수 있는 선택권을 제공하였다. 한 사람은 음식이 숨겨진 곳을 알고 있고, 다른 한 명은 다양한 기제 중 하나 때문에(머리 위에 양동이나 가방이 있거나, 눈은 눈가리개로 덮임) 모르고 추측만 할 수 있는 사람이었다. 이들은 대부분의 사례에서 동물들이 아는 사람에게 음식을 요구하지 못했다는 것을 발견하였다. 반대로, 해어(Hare), 콜(Call), 토마셀로(Tomasello) (2001)는 숨겨진 음식을 담은 어떤 용기에 그들이 도달할 지를 결정하기 위하여, 부하 침팬지가 지배하는 라이벌 침팬지의 지식 상태를 사용할 수 있다는 것을 발견하였다. 윌리엄 필드(William Field)와 수 새비지-럼보(Sue Savage-Rumbaugh)는 보노보가 발달된 마음이론을 가지고 있다고 보고, 그 증거로 체포된 보노보 칸지(Kanzi)와의 의사소통을 예시로 제기하였다.
2016년 실험에서 큰까마귀는 보이지 않는 동종의 시각적 접근을 고려한다는 것으로 보였다. 연구자들은 큰까마귀가 보여지는 가능성을 추론하기 위하여 자신들의 인지적 경험으로부터 일반화할 수 있다고 주장하였다.
진화인류학자 크리스토퍼 크루페니에(Christopher Krupenye)가 출간한 2016년 연구는 영장류 동물에게 있어 마음이론 존재와 틀린신념에 새로운 빛을 조명하였다.

## 마음이론의 신경 기초
마음이론이란 자신과 타인이 목적, 바람, 믿음과 같은 마음상태를 가지고 있으며 이러한 마음 상태가 특정 행동을 하도록 만든다는 마음에 대한 지식을 가리킨다. 마음이론을 가지고 있는 인간은 사람의 행동을 그 사람의 마음과 관련하여 이해하는 마음읽기를 하게 된다. 본 논문에서는 마음읽기의 신경 기초를 밝혀보기 위하여 수행되었던 최근 연구들을 개관한다. 뇌 손상환자들을 대상으로 한 연구들은 우반구, 안와전두피질, 편도체 등의 뇌 영역 손상과 마음읽기 능력의 결함이 서로 관계가 있음을 시사했다. 정상인들을 대상으로 한 신경영상 연구들에서는 상측두구, 측두극, 및 내측 전전두피질과 같은 특정한 뇌 영역들과 마음이론의 관련성을 보여주었다. 뇌 영상과 뇌 손상 연구결과들은 마음읽기 능력이 광범위하게 분포된 신경체계에 기초하고 있음을 시사한다. 향후 기존 연구들과 비교하여 좀 더 다양한 참가자들을 대상으로 마음이론의 신경 기초에 대한 연구가 이루어져야 할 필요성이 있음을 논의하였다.

## 같이 보기
- 공감
- 공동관심(Joint attention)
- 관계틀 이론(Relational frame theory)
- 귀인편향
- 동일론
- 양자심리학(Quantum mind)
- 의도적 입장(Intentional stance)
- 자의식
- 튜링 테스트